# Divadlo Ta Fantastika
Divadlo Lucie Bílé (dříve Divadlo Ta Fantastika) je soukromá pražská repertoárová scéna. Sídlí v Pöttingovském paláci (Unitaria) v ulici Karlova č. 186/8 v Praze 1 na Starém Městě. Zřizovatelem divadla je FANTAZMA, spol. s r.o.

## Historie

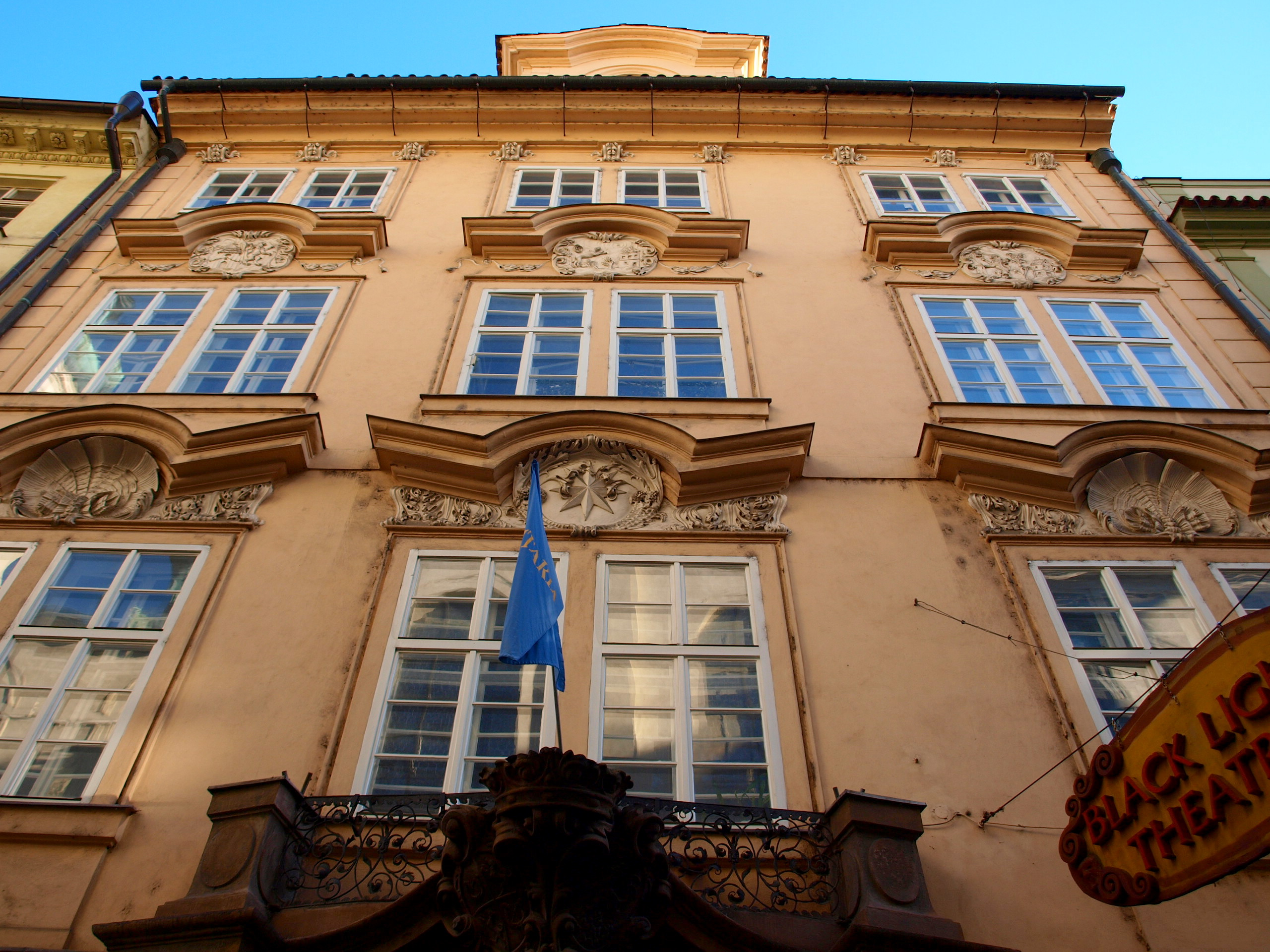
Pöttingovský palác, sídlo divadla

Zakladatel divadla Petr Kratochvíl, který se po revoluci v 1989 vrátil z emigrace v USA, si v historickém centru Prahy pronajmul divadlo v Palác UNITARIA od majitel budovy Náboženská společnost českých unitářů a ta se stala, od roku 1993, scénou Černého divadla Ta Fantastika Praha. Majitelkou divadla je česká zpěvačka Lucie Bílá.
Nové černé divadlo se prosadilo jak v České republice, tak i v zahraničí a během několika let objelo třicet zemí tří kontinentů. Repertoár divadla tvořily vždy velké, klasické románové předlohy, jako např.: Don Quijote, Alenka v říši divů, Malý princ nebo původní hry Magic Fantazy, Dream nebo Zahrada rajských potěšení. Tato představení jsou srozumitelná našinci i cizinci, protože jsou postavena na nonverbálním provedení, kde nástrojem pro komunikaci je pohyb, hudba, mechanické triky, loutky a velkoplošné projekce.
Další divadelní formou – muzikálem – Ta Fantastika Praha potěšila diváky, kterých bylo téměř vždy plné hlediště. V některých muzikálech si zahrála i Lucie Bílá. Do kulturního povědomí společnosti se zapsaly: Krysař, Johanka z Arku, Excalibur, Láska je láska, Elixír života, Obraz Doriana Graye, Dáma s kaméliemi a Němcová.
Zmínit zaslouží i činohry, kam patří 8 žen, Produkt a Herci.

## Současnost
Scéna v pražské Karlově ulici prošla během koronavirové pandemie rozsáhlou rekonstrukcí a na místě původní Ta Fantastiky vznikla nová umělecká platforma Divadlo Lucie Bílé.
Nový repertoár divadla zahrnuje koncerty principálky Lucie Bílé, vystoupení hostujících divadelních souborů a především vlastní muzikálovou produkci. Jako první z nich byl v dubnu roku 2022 uveden muzikál Láska je láska. Následovaly komediální muzikály Maminy (22. září 2022) a Srdeční záležitost (září 2023). V září 2025 je plánované uvedení dalšího muzikálu Taťkové.
Pro své činohry si divadlo vybrali umělci jako Simona Stašová, Petr Nárožný, Václav Vydra, Veronika Freimanová nebo Jan Čenský s Danou Morávkovou.

## Repertoár

### Černé divadlo (již neexistuje)
- Magic Fantasy (již se nehraje)
- Don Quixote (již se nehraje)
- Garden of Earthily delights (již se nehraje)
- Old Prague Legends - Franz Kafka in golden Prague (již se nehraje)
- Malý princ (již se nehraje)
- Aspects of Alice (již se nehraje)

### Muzikály
- Zahrada rajských potěšení (1993, již se nehraje)
- Krysař (1996, již se nehraje)
- Johanka z Arku (2000, již se nehraje)
- Excalibur (2003, již se nehraje)
- Láska je láska (2005, již se nehraje)
- Elixír života (2005, již se nehraje)
- Obraz Doriana Graye (2006, režie: Jiří Pokorný, již se nehraje)
- Dáma s kaméliemi (2007, již se nehraje)
- Němcová! (2008, režie: Jiří Pokorný, již se nehraje)
- Láska je láska (obnovená premiéra duben 2022, režie: Antonín Procházka)
- Maminy (2022, režie: Antonín Procházka)
- Srdeční záležitost (2023, režie: Antonín Procházka)
- Taťkové (2025, režie Antonín Procházka)

### Činohry
- 8 žen (již se nehraje)
- Produkt (2007, režie: Jiří Pokorný, již se nehraje)
- Herci (2008, již se nehraje)
- Milionový údržbář* (2021, režie: Antonín Procházka)
- Na poslední chvíli* (2021, režie: Martin Hruška)
- Mlčeti zlato* (2022, režie: Antonín Procházka)
- Třináct u stolu (2022, režie: Vladimír Strnisko)
- Jen pravdu, drahý* (2024, režie Antonín Procházka)
- Co to píšeš, miláčku* (2024, režie: Petr Svojtka)
- Sladké neřesti (2024, režie: Antonín Procházka)
- Cena za něžnost (2025, režie: Vladimír Strnisko)

*inscenace v produkci Agentury Harlekýn 

### Talkshow
- Bílý večer s Jiřinou Bohdalovou (2024)
- Bílý večer s Petrem Nárožným (2025)
- Bílý večer s Martou Kubišovou (2025)

### Hry pro děti
- Karol a Kvído: Dobrodružství začíná
- Karol a Kvído: Nerozlučná dvojka na výletě
- Karol a Kvído: Pirátský poklad
- Karol a Kvído: Vánoční příběh